# Tirpitzia
Tirpitzia es un género con tres especies de plantas con flores perteneciente a la familia Linaceae. Es originaria de Vietnam. Fue descrita por Johannes Gottfried Hallier y  publicado en Beihefte zum Botanischen Centralblatt  39(2): 5, en el año 1923.  La especie tipo es Tirpitzia sinensis (Hemsl.) Hallier f.

## Especies
| - Tirpitzia candida - Tirpitzia ovoidea - Tirpitzia sinensis |